# Fußball-Weltmeisterschaft 1982/Chile
Dieser Artikel behandelt die chilenische Fußballnationalmannschaft bei der Fußball-Weltmeisterschaft 1982.

## Qualifikation
| Ecuador  | - | Chile    | 0:0 |                                   |
| Paraguay | - | Chile    | 0:1 | Yáñez 70'                         |
| Chile    | - | Ecuador  | 2:0 | Rivas 10', Caszely 85'            |
| Chile    | - | Paraguay | 3:0 | Caszely 11', Yáñez 12', Neira 28' |

## Chilenisches Aufgebot
| Nr.               | Name                 | Verein vor WM-Beginn    | Geburtstag | Spiele   | Tore     | Gelbe Karte | Rote Karte |
| Torhüter          | Torhüter             | Torhüter                | Torhüter   | Torhüter | Torhüter | Torhüter    | Torhüter   |
| ----------------- | -------------------- | ----------------------- | ---------- | -------- | -------- | ----------- | ---------- |
| 1                 | Óscar Wirth          | CD Cobreloa             | 05.11.1955 | 0        | 0        | 0           | 0          |
| 12                | Marco Cornez         | CD Palestino            | 05.10.1957 | 0        | 0        | 0           | 0          |
| 22                | Mario Osbén          | CSD Colo-Colo           | 14.07.1950 | 3        | 0        | 0           | 0          |
| Abwehrspieler     |                      |                         |            |          |          |             |            |
| 2                 | Lizardo Garrido      | CSD Colo-Colo           | 25.08.1957 | 2        | 0        | 1           | 0          |
| 3                 | René Valenzuela      | CD Universidad Católica | 20.04.1955 | 3        | 0        | 0           | 0          |
| 4                 | Vladimir Bigorra     | CD Universidad Católica | 09.08.1954 | 3        | 0        | 0           | 0          |
| 5                 | Elías Figueroa       | CSD Colo-Colo           | 25.10.1946 | 3        | 0        | 0           | 0          |
| 10                | Mario Soto           | CD Cobreloa             | 10.07.1950 | 2        | 0        | 0           | 0          |
| 17                | Óscar Rojas          | CSD Colo-Colo           | 15.11.1958 | 0        | 0        | 0           | 0          |
| 18                | Mario Galindo        | CSD Colo-Colo           | 10.08.1951 | 1        | 0        | 0           | 0          |
| 19                | Enzo Escobar         | CD Cobreloa             | 10.11.1951 | 0        | 0        | 0           | 0          |
| Mittelfeldspieler |                      |                         |            |          |          |             |            |
| 6                 | Rodolfo Dubó         | CD Palestino            | 11.09.1953 | 3        | 0        | 1           | 0          |
| 7                 | Eduardo Bonvallet    | CD Universidad Católica | 13.01.1955 | 3        | 0        | 0           | 0          |
| 8                 | Carlos Rivas         | CSD Colo-Colo           | 24.05.1953 | 0        | 0        | 0           | 0          |
| 11                | Gustavo Moscoso      | CD Cobreloa             | 10.08.1955 | 3        | 1        | 0           | 0          |
| 14                | Raúl Ormeño          | CSD Colo-Colo           | 21.06.1958 | 0        | 0        | 0           | 0          |
| 16                | Manuel Rojas         | CD Universidad Católica | 13.06.1954 | 1        | 0        | 0           | 0          |
| 20                | Miguel Ángel Neira   | CD Universidad Católica | 09.10.1952 | 3        | 1        | 0           | 0          |
| Stürmer           |                      |                         |            |          |          |             |            |
| 9                 | Juan Carlos Letelier | CD Cobreloa             | 20.05.1959 | 2        | 1        | 1           | 0          |
| 13                | Carlos Caszely       | CSD Colo-Colo           | 05.07.1950 | 2        | 0        | 0           | 0          |
| 15                | Patricio Yáñez       | CD San Luis de Quillota | 20.01.1961 | 3        | 0        | 0           | 0          |
| 21                | Miguel Ángel Gamboa  | CF Universidad de Chile | 21.06.1951 | 2        | 0        | 1           | 0          |
| Trainer           |                      |                         |            |          |          |             |            |
|                   | Luis Santibáñez      |                         | 07.02.1936 |          |          |             |            |

## Spiele der chilenischen Mannschaft

### Erste Runde
| Pl. | Land           | Sp. | S | U | N | Tore    | Diff. | Punkte |
| --- | -------------- | --- | - | - | - | ------- | ----- | ------ |
| 1.  | BR Deutschland | 3   | 2 | 0 | 1 | 006:300 | +3    | 04:20  |
| 2.  | Österreich     | 3   | 2 | 0 | 1 | 003:100 | +2    | 04:20  |
| 3.  | Algerien       | 3   | 2 | 0 | 1 | 005:500 | ±0    | 04:20  |
| 4.  | Chile          | 3   | 0 | 0 | 3 | 003:800 | −5    | 0:60   |

- Chile –  Österreich 0:1 (0:1)

Stadion: Estadio Carlos Tartiere (Oviedo)
Zuschauer: 22.500
Schiedsrichter: Cardellino (Uruguay)
Tore: 0:1 Schachner (21.)
- Deutschland –  Chile 4:1 (1:0)

Stadion: El Molinón (Gijón)
Zuschauer: 42.000
Schiedsrichter: Galler (Schweiz)
Tore: 1:0 Rummenigge (9.), 2:0 Rummenigge (52.), 3:0 Rummenigge (66.), 4:0 Reinders (81.), 4:1 Moscoso (90.)
- Algerien –  Chile 3:2 (3:0)

Stadion: Estadio Carlos Tartiere (Oviedo)
Zuschauer: 16.000
Schiedsrichter: Méndez (Guatemala)
Tore: 1:0 Assad (7.), 2:0 Assad (31.), 3:0 Bensaoula (35.), 3:1 Neira (59.) 11m, 3:2 Letelier (73.)
Deutschland startete in der Gruppe 2 mit einer negativen Sensation. Gegen die technisch starken Algerier gab es eine 1:2-Niederlage. Der von Bundestrainer Jupp Derwall ins Team zurückgeholte Paul Breitner und der im Vorfeld als Superstar der WM angekündigte Karl-Heinz Rummenigge enttäuschten dabei maßlos. Gegen die kaum WM-reifen Chilenen gab es ein aufbauendes 4:1 (3 Tore von Rummenigge) und das 1:0 gegen Österreich ging als Skandalspiel in die WM-Historie ein. Nach dem 1:0 waren beide Teams qualifiziert, da Algerien gegen Chile (3:2) nicht gleichzeitig stattfand, konnten die beiden Nachbarn auf Ergebnis spielen und taten das vor Millionen Zuschauern weltweit auch, indem nach der 11. Minute (1:0, Hrubesch) nur noch Ballgeschiebe stattfand. Das weltweite Rauschen im Blätterwald danach war verständlicherweise verheerend und wirkte noch lange nach.